# برجانو
برجانو (به ایتالیایی: Bregano) یک کومونه در ایتالیا است که در استان وارزه واقع شده‌است.

## خصوصیات
برجانو ۲٫۳ کیلومترمربع مساحت و ۷۵۰ نفر جمعیت دارد.